# Битка за Ел Кани
Битката за Ел Кани е на 1 юли 1898 г. по време на Испано-американската война. 500 испански войници удържат селото в продължение на дванадесет часа, докато не им свършват мунициите, срещу 5-та американска дивизия на Хенри Лоутън. Тази битка временно забавя американското настъпление към хълмовете Сан Хуан, както е поискано от генерал Уилям Руфъс Шафтър. Въпреки това американските сили настъпват към хълма Сан Хуан същия ден.

## Битката
Въпреки че испанските защитници нямат картечници, те са добре оборудвани с модерни бездимни барутни пушки и батарея от две модерни 80-милиметрови планински гаубици със затворно зареждане, които също използват бездимни боеприпаси. Испанската редовна пехота е въоръжена с бързострелящи пушки M1893 7 mm Mauser. Неполучил обещаните подкрепления от Сантяго де Куба, Вара де Рей и неговите сили задържат над 6000 американци от позициите си почти дванадесет часа, преди да се оттеглят, предотвратявайки хората на генерал Лоутън да подсилят американското нападение срещу хълма Сан Хуан.
Някои от американските сили са възпрепятствани от своето оборудване; в случая на 2-ри Масачузетски полк, мъжете са оборудвани с остарели еднозарядни пушки с черен барут .45-70 Springfield. Според Фредерик Пиърс, войник от 2-ри Масачузетски полк, американците „получават такъв дъжд от куршуми, че в един момент изглежда така, сякаш компанията трябва да бъде заличена.“ Поради това неравностойно състезание, 2-ри Масачузетски полк по-късно е изваден от боя и заменен с войски, въоръжени с по-модерни оръжия.
Американските сили също нямат ефективен поддържащ огън, тъй като единственият оръжеен отряд на Гатлинг е изпратен да подкрепи войските, атакуващи височините на Сан Хуан. Артилерийската подкрепа на генерал Лоутън се състои от една батарея от четири 3,2-инчови (81 mm) полеви оръдия модел 1885 – леки нарезни оръдия със затворно зареждане, използващи боеприпаси с черен барут. Първоначалното решение на генерал Лоутън непрекъснато да пренасочва огъня на батерията към множество цели да доведе до минимален ефект върху испанските опорни пунктове. Продължаващите атаки взимат тежки жертви от нападателите. По време на боевете генерал Вара дел Рей е ранен в двата крака. Докато са евакуирани на носилка, Вара дел Рей и ескортът му попадат под интензивен американски огън. Вара дел Рей и няколко испански офицери, придружаващи групата (включително един от синовете на генерала), са убити от американския огън, докато се опитват да се евакуират. Тялото му по-късно е намерено след битката от група испански офицери, изпратени да го намерят и той е погребан наблизо. Въпреки смъртта на Вара дел Рей испанската съпротива продължава.
След първоначално отблъскване, Лоутън нарежда на своята батарея от четири 3,2-инчови оръдия, командвани от капитан Алин Капрон, да концентрират огъня върху опорния пункт Ел Висо в испанската отбрана. Оръдията му успешно пробиват стените на опорния пункт на разстояние от 914 метра. След това започва атака от два американски пехотни полка, 12-ти пехотен и 25-ти пехотен, и след кървава престрелка Ел Кани е превзет. Битката приключва около 17:00 ч. с изтеглянето на испанските войски.

## Последица
Въпреки че в крайна сметка е успешна, атаката срещу укрепленията на Ел Кани се оказва без значение. Атаката срещу две силно защитени точки в Ел Кани и Сан Хуан намаля силата на американските сили, което води до забавяния и допълнителни жертви.
Около 185 испанци бягат на север, но Вара дел Рей, двамата му синове и брат му загиват. Един от ранените испанци е полковник Салвадор Диас Ордоньос, който командва испанската артилерия и е конструктор на оръдията, които испанците използват като брегова артилерия в Куба.
Приблизително 400-600 от отстъпващите испански защитници при Ел Кани по-късно участват в набързо организирана контраатака срещу войници от 3-та кавалерия на САЩ и 1-ва доброволческа кавалерия на върха на Кетъл Хил. След като се приближиха на по-малко от 200 ярда от Кетъл Хил, те са обстрелвани от разстояние от 548 метра. Според испански командири, пленени след битката, всички освен 40 от 600-те атакуващи испански войници са били убити от огъня на оръдието на Гатлинг.
Тялото на генерал Вара дел Рей е преместено там, където е погребано и е ексхумирано пет месеца след битката от испанска комисия. Членовете на комисията са придружени от кубинския капитан Алберто Плочет и сержант, които разпознават генерала по отличителните знаци, дългата му брада и огромна дупка от куршум Remington в черепа.